# 루키우스 아이밀리우스 파울루스 마케도니쿠스

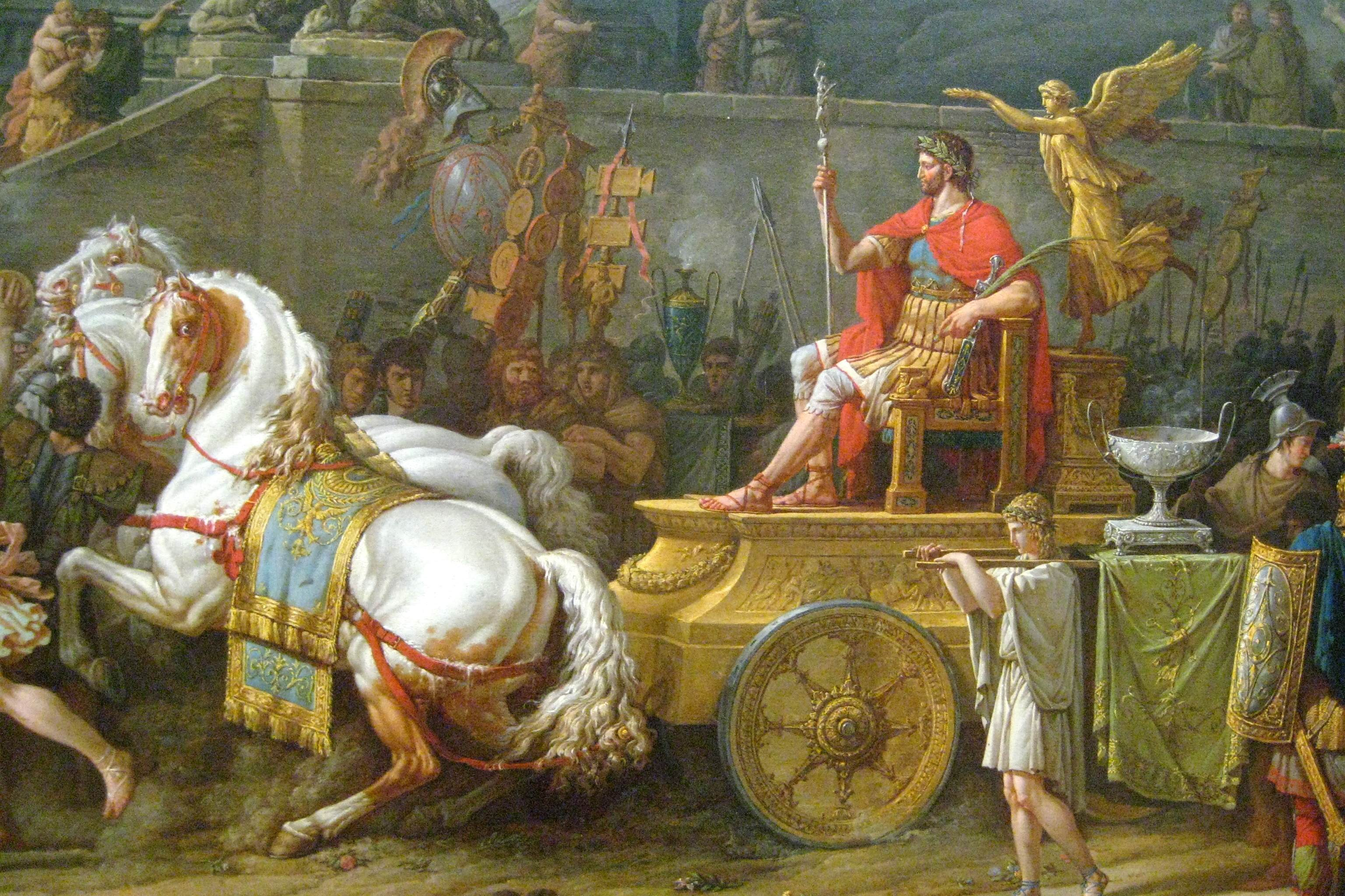
《아이밀리우스 파울루스의 승리》 (세부도), 카를 베르네 작, 1789년

루키우스 아이밀리우스 파울루스 마케도니쿠스(Lucius Aemilius Paullus Macedonicus, 기원전 229년 - 기원전 160년)는 로마 공화정의 군인이자 정치가이다. 제2차 포에니 전쟁 후 주로 동방 마케도니아 왕국의 전투에서 활약을 했다. 아이밀리우스 씨족 파울루스 가문 출신으로 아버지는 동명의 루키우스 아이밀리우스 파울루스이다.

## 생애
천부장 밀리툼을 지낸 후 기원전 193년에 조영관에 임명되었고, 기원전 191년에 프라이토르(법무관)에 재직하게 된다. 그 관직에 재직 시 히스파니아의 루시타니아 인들과 기원전 189년까지 전투를 펼친다. 기원전 182년에 집정관에 취임하였고, 이듬해 대리집정관(프로콘술)으로 리구리아에 출정한다. 아버지는 같은 이름의 루키우스 아이밀리우스 파울루스로 스키피오 아프리카누스는 의형제이다. (아프리카누스 아내 아이밀리아는 파울루스의 딸)
제3차 마케도니아 전쟁 때인 기원전 168년에 그는 다시 집정관으로 선출되어 안티고노스 왕조의 페르세우스와 싸워 페르세우스를 포로로 잡는다. 이로 인해 마케도니아 전쟁은 끝을 맺고, 안티고노스 왕조는 멸망했다. 이때 마케도니아의 대항 세력 500명을 학살하고, 다수를 로마에 강제 연행했으며, 로마의 이름으로 재산을 몰수했다. 그러나 플루타르코스는 자신의 몫은 챙겼다고 전한다.
기원전 167년에 로마로 귀환할 때에도 그의 아랫사람들은 전리품이 적다고 불평하자 그는 거기에서 친 마케도니아 정책을 펼쳤던 이피로스에 체류하였다. 이미 부하들의 불평 불만은 가라앉고 있었지만, 그는 주위의 70여 마을을 공격하여 함락시키고 주민들을 노예로 삼았으며 지역을 초토화 시켰다.
로마로 돌아와서 마케도니아, 이피로스에서 가져온 약탈품과 포로들을 자신을 개선식에 내보이며 과시를 했다. 이 공적을 기려 원로원은 그를 마케도니쿠스의 칭호를 주는 것을 결의했다. 기원전 164년에는 감찰관으로 선정되었고, 그 임기를 보내던 중 기원전 160년에 죽었다.

## 가족
그는 두 번 결혼을 했고, 자신의 아들은 양자로 내보냈다. 하나는 퀸투스 파비우스 막시무스를 입양시켜 퀸투스 파비우스 막시무스 아이밀리아누스와 또 한사람은 자신의 조카에 해당하는 스키피오 아프리카누스의 아들로 보내 스키피오 아이밀리아누스 아프리카누스가 되었다. 또한 딸은 대 카토에게 시집을 갔다.
- 아버지 : 루키우스 아이밀리우스 파울루스
  - 파울루스 본인
    - 아들 : 스키피오 아이밀리아누스
    - 아들 : 퀸투스 파비우스 막시무스 아이밀리아누스
    - 사위 : 대 카토

## 같이 보기
- 마케도니아 전쟁
  - 제3차 마케도니아 전쟁
- 안티고노스 왕조